# Черненко Роман Олександрович
Рома́н Олекса́ндрович Черне́нко (*25 травня 1995, Дніпропетровськ — †14 лютого 2015, с. Широкине, Волноваський район, Донецька область) — український військовик, вояк полку «Азов» Національної гвардії України. Кавалер ордена «За мужність» III ступеня (посмертно).

## Обставини загибелі
Загинув у боях з російськими збройними формуваннями в районі між містом Маріуполь і Новоазовськом, під час відбиття атаки на село Широкине. Дістав тяжке поранення ноги від осколка снаряда САУ. Інший осколок пробив бронежилет і увійшов у тіло.
По смерті залишились батьки.
Похований у м. Дніпро.

## Нагороди
Указом Президента України № 270/2015 від 15 травня 2015 року «за особисту мужність і високий професіоналізм, виявлені у захисті державного суверенітету та територіальної цілісності України, вірність військовій присязі» нагороджений орденом «За мужність» III ступеня (посмертно).